# CD 왈테르 페레티
클루브 데포르티보 왈테르 페레티(스페인어: Club Deportivo Walter Ferretti)는 니카라과의 수도 마나과를 연고지로 하는 니카라과의 명문 축구 클럽이다. 1987년에 창단했으며 현재는 니카라과 프리메라 디비시온에 참가하고 있다.
1984년 왈테르 페레티 폰세카(Walter Ferretti Fonseca)에 의해 창단된 산디나스타 경찰 산하 축구단인 디렉시온 헤네랄 데 라 폴리시아 산디니스타(Dirección General de La Polícia Sandinista, DGPS)가 전신이다. 왈테르 페레티 폰세카는 처음에 니카라과 내무부 산하 축구단에서 참가했으며 나중에 니카라과 축구 리그 시스템으로 이동하게 된다.
1985년에는 니카라과 세군다 디비시온에서 무패 우승을 차지했고 1991년에 지금과 같은 이름으로 바뀌었다. 니카라과 프리메라 디비시온에서 4번(1998, 2001, 2015, 2017) 우승한 기록을 갖고 있다.

## 선수 명단

### 현역
참고: FIFA 자격 규정에 따라 소속된 국가대표팀 국기를 표시합니다. 선수는 복수의 FIFA 비회원국 국적을 가지고 있을 수 있습니다.
| 번호 | 포지션 | 국적     | 이름              |
| ---- | ------ | -------- | ----------------- |
| 1    | GK     | 니카라과 | 데니스 에스피노자 |

| 번호 | 포지션 | 국적 | 이름 |
| ---- | ------ | ---- | ---- |